# Palenica (Ustroń)
Die Palenica ist ein Berg in Polen. Er liegt auf den Gemeindegebieten von Ustroń. Mit einer Höhe von 672 m ist er einer der höheren Berge im Równica-Kamm der Schlesischen Beskiden. Der Berg ist ein beliebtes Touristenziel mit vielen Ausblicken auf die benachbarten Gebirge und das Tiefland. 

## Tourismus
- Auf den Gipfel führen mehrere markierte Wanderwege von Ustroń und Wisła.
- An den Hängen befindet sich ein Skilift und das Skigebiet Palenica Ustroń.